# Ireneo Moretti
Ireneo Moretti (Castellucchio, 2 agosto 1904 – Gibilterra, 20 agosto 1940) è stato un militare e aviatore italiano, che ha preso parte alla Crociera aerea Italia-Brasile e a quella del Decennale. Distintosi successivamente anche come pilota collaudatore, durante il breve servizio nella seconda guerra mondiale come comandante della 229ª Squadriglia fu decorato con due Medaglie d'argento e una Croce di guerra al valor militare. Insignito anche della Medaglia d'oro al valore aeronautico.

## Biografia
Nacque a Castellucchio, provincia di Mantova, il 2 agosto 1904, figlio di Stefano e Giulia Panzini. In seguito la famiglia si trasferì a Mantova nel corso del 1913. Iscritto alle liste di leva della Regia Marina, Compartimento di Venezia nel gennaio 1923, il 16 ottobre dello stesso anno si arruolò nella Regia Aeronautica. Frequentò la Scuola di pilotaggio di Portorose conseguendo il brevetto di pilota di idrovolante nel giugno 1924. Nel 1925 prese parte alla Coppa Miraglia.
Sotto il comando del generale Francesco de Pinedo prese parte alla Crociera del Mediterraneo occidentale (25 maggio-1 giugno 1928), effettuata da 61 idrovolanti decollati da Orbetello, dove ritornarono dopo aver raggiunto Sardegna, Spagna e Francia avendo percorso oltre 3.000 chilometri. L'anno successivo prese parte alla Crociera del Mediterraneo orientale, (5-19 giugno 1929) compiuta da una formazione di 35 idrovolanti che percorsero 4.600 km in 8 tappe da Taranto a Orbetello, raggiungendo Grecia, Turchia e Unione Sovietica.
Il successo di nqueste crociere aeree di masa portò a concepire e realizzare una nuova impresa, che prevedeva di sorvolare l'Atlantico meridionale, la Crociera aerea Italia-Brasile, svoltasi dal 17 dicembre 1930 al 15 gennaio 1931. Da Orbetello decollarono 14 idrovolanti S.55, e lui era copilota del velivolo matricola I - CALO al comando del tenente Jacopo Calò Carducci. Tappe in Spagna, Sahara spagnolo e Bolama (Guinea portoghese), sorvolo dell'oceano fino a Bahia, e proseguimento fino a Rio de Janeiro. In seguito alla vendita al governo brasiliano degli 11 idrovolanti superstiti, i trasvolatori rientravano sul transatlantico Conte Rosso.
Tra il 1 luglio e il 12 agosto 1933 prese parte alla trionfale Crociera aerea del Decennale, volando a bordo dell'idrovolante Savoia-Marchetti S.55X (I-BIAN), appartenente alla Squadriglia "Verde Stellata". Tale impresa valse a Italo Balbo la promozione a Maresciallo dell'Aria e a lui quella a sottotenente.
Nel gennaio 1939, insieme a Guido Carestiato, collaudò sull'idroscalo della Schiranna (Varese) il prototipo (matricola I-PLIO) dell'idrovolante da trasporto passeggeri Macchi M.C.100.

### L'attività per la LATI
Dopo quattordici mesi di lavoro preparatorio della direzione Sperimentale, la compagnia Linee Aeree Transcontinentali Italiane (LATI) viene ufficialmente costituita l'11 settembre 1939 con lo scopo di inaugurare un collegamento diretto tra l'Italia e il Brasile. Il 3 ottobre dello stesso anno iniziarono i voli sperimentali per raggiungere l'isola del Sale, posta nell'arcipelago di Capo Verde. Uno di questi voli venne compiuto direttamente dal direttore generale della LATI Bruno Mussolini a bordo di un velivolo Savoia-Marchetti S.M.83 (matricola I-AZUR), con equipaggio formato dai comandanti Gori Castellani e Amedeo Paradisi, e dagli specialisti Boveri e Trezzini. L'aereo decollò da Guidonia alle 7:45 dell'11 novembre raggiungendo a tappe l'isola del Sale il 14 novembre. 
L'inaugurazione del servizio di linea avvenne il 15 dicembre 1939 quando tre velivoli S.M.83, tra cui l'I-AZUR con equipaggio formato da lui e Gori Castellani, effettuarono in circa 10 ore la traversata atlantica tra l'isola del Sale e Recife. Il volo inaugurale di ritorno dal Brasile verso l'Italia fu effettuato il 22 dicembre da parte dell'S.M.83 I-AZUR di Castellani e Moretti che decollato da Recife raggiunse l'isola del Sale senza inconvenienti. Purtroppo l'S.M.83 (matricola I-ARPA), pilotato dal comandante Rapp, che decollò per raggiungere la Spagna non vi arrivò mai, in quanto finì tragicamente per schiantarsi contro i contrafforti del Mogador, in Marocco. Non è noto se abbia effettuato ulteriori viaggi, l'unico dato certo è che I-AZUR, decollato da Recife, fu fermato sull'isola del Sale il 10 maggio 1940, nell'imminenza dell'entrata in guerra del Regno d'Italia, poi avvenuta il 10 del mese successivo.

### La guerra e la morte
Lo Stato maggiore della Regia Aeronautica predispose una squadriglia di bombardieri a lungo raggio, dotata di Savoia-Marchetti S.M.82 Marsupiale appositamente attrezzati per colpire la base navale di Gibilterra. Venne assegnato come comandante alla 229ª Squadriglia, 89º Gruppo del 32º Stormo Bombardamento, di stanza sull'aeroporto di Decimomannu, in vista della prima missione operativa su Gibilterra. La prima missione fu compiuta da due aerei, uno al comando del capitano Enrico Rossaldi e uno al comando del maggiore Giovanni Battista Lucchini,  il 20 agosto 1940. Durante la missione il suo velivolo (MM.60992)  fu abbattuto dal fuoco antiaereo, precipitando in mare nella baia di Algeciras. Per il suo sacrificio fu decorato dapprima con una Croce di guerra al valor militare, successivamente tramutata in una seconda Medaglia d'argento al valor militare "alla memoria".

### Annotazioni
1. ↑  Tra i giornalisti testimoni dell'impresa Adone Nosari, mantovano di Gonzaga e futuro direttore nel 1943 della Voce di Mantova.
2. ↑  L'equipaggio era formato dal capitano Vincenzo Biani, dal maresciallo pilota Ireneo Moretti, dal primo aviere motorista Iginio Manara, e dal sergente radiotelegrafista Amedeo Suriano.
3. ↑  Il velivolo atterrò a Siviglia in giornata dopo un volo di 1.580 km. Il viaggio proseguì il 13 novembre fino a Capo Juby, nel Río de Oro (1.667 km percorsi in 4 ore) dove fu attentamente esaminato l'aeroporto militare ivi presente, da impiegare in caso di eventuale emergenza, e dopo altre due ore di volo (587 km) l'aereo giunse a Villa Cisneros. Il 14 novembre il viaggio riprese alle 8:30 con arrivo all'isola del Sale alle ore 12:00 dopo aver sorvolato per 1.080 km l'Oceano Atlantico.
4. ↑  Gli altri aerei erano l'I-ATOS con equipaggio Amedeo Paradisi e Aldo Moggi, e l'I-ARMA con equipaggio Igino Mencarelli e William Lisardi.
5. ↑  Oltre a lui a bordo vi erano Lucchini, il tenente pilota Francesco Paolo Materi, il maresciallo marconista Anselmo Bolzanin, il primo aviere motorista Paolo Gennari, e il primo aviere armiere Gavino Casu.

### Fonti
1. 1 2 3 4 5 6  Mancini 1936, p. 450.
2. 1 2 3 4 5  Gazzetta di Mantova.
3. 1 2  Mancini 1936, p. 204.
4. 1 2  Mancini 1936, p. 205.
5. ↑  Mancini 1936, p. 206.
6. ↑  Mancini 1936, p. 200.
7. ↑  Mancini 1936, p. 201.
8. 1 2  Gori 2000, p. 35.
9. 1 2 3 4 5  Brotzu, Caso, Cosolo 1975, p. 65.
10. 1 2 3 4 5 6 7  Brotzu, Caso, Cosolo 1975, p. 66.
11. 1 2 3 4 5  Massimello 2011, p. 36.
12. ↑  Registrato alla Corte dei conti addì 28 maggio 1941, registro n.26 Aeronautica, foglio n.229.
13. ↑  Trotta 1978, p. 96.